# Takayoshi Toda
Takayoshi Toda (戸田 賢良 Toda Takayoshi?, nacido el 8 de diciembre de 1979 en Miyazaki) es un exfutbolista japonés. Jugaba de defensa y su último club fue el Gainare Tottori de Japón.

## Trayectoria

### Clubes
| Club            | País  | Año         |
| --------------- | ----- | ----------- |
| Shonan Bellmare | Japón | 2002 - 2006 |
| Gainare Tottori | Japón | 2007 - 2008 |